# Heart of the Alien
Heart of the Alien – gra platformowa wydana przez Interplay na konsolę Sega CD w 1994 roku.
Gra była kontynuacją Another World, ale twórca oryginału, Eric Chahi, nie brał pełnego udziału w jej tworzeniu. Fabuła gry to ciąg wydarzeń rozpoczynających się niezwłocznie po zakończeniu prequela, czyli ucieczce Lestera Chaykina i mieszkańca innego świata (określanego w języku angielskim Buddy) na istocie przypominającej pterodaktyla. Główny bohater Another World nie bierze udziału w rozgrywce. Tym razem gracz kontroluje poczynania Buddy'ego - mieszkańca innego świata, który zaprzyjaźnił się z Lesterem.

## Fabuła i rozgrywka
Celem gracza jest rozprawienie się z czerwonookimi obcymi, którzy zawładnęli wioską i regionem, w którym żył Buddy. Obcy zniewolili jego krajanów zmuszając do pracy i życia w niegodnych warunkach. Bohater udaje się do kwatery głównej zbrodniarzy by uwolnić swój świat od zła i ucisku. Jego bronią podstawową jest uniwersalny bat, który służy również jako przyrząd do zaczepiania się o urwiska, bądź inne elementy, co pozwoli mu pokonywać przepaście lub dostać się do trudno dostępnych miejsc na planszy. W czasie jego walki z ciemiężcami ginie jego przyjaciel, co wprawia go w złość i staje się bezlitosny dla swoich adwersarzy.
Gra kończy się zwycięstwem Buddy'ego i ostatnim pożegnaniem zmarłego Lestera poprzez jego kremację.